# Volmer Johannes Mørk-Hansen
Volmer Johannes Mørk-Hansen, född den 23 juli 1856 vid Aabenraa, död den 29 januari 1929 i Köpenhamn, var en dansk arkitekt. Han var son till Mouritz Mørk Hansen.
Mørk-Hansen gick på akademien 1874–1883 och var assistent där 1899–1911. Han tillhörde den Holm-Nyropska skolan; hans och Brummers utkast till Kristiansborgs slotts återuppförande premierades 1905, men blev aldrig använt. 